# 乔尔杰·拉齐奇
乔尔杰·拉齐奇（羅馬化：Đorđe Lazić，1996年5月19日—），塞尔维亚男子水球运动员。他曾代表塞尔维亚国家队参加2020年夏季奥林匹克运动会水球比赛，获得一枚金牌。